# Новооржицька сільська рада
| Новооржицька сільська рада — орган місцевого самоврядування у Згурівському районі Київської області з адміністративним центром у с. Нова Оржиця. Історична дата утворення: в 1920 році. Водоймища на території, підпорядкованій даній раді: р. Оржиця. Сільській раді підпорядковані населені пункти: - с. Нова Оржиця - с. Зелене |

## Склад ради
Рада складається з 12 депутатів та голови.

### Керівний склад ради
| ПІБ                           | Основні відомості                                                    | Дата обрання | Дата звільнення |
| ----------------------------- | -------------------------------------------------------------------- | ------------ | --------------- |
| Хижняк Олександр Степанович   | Сільський голова, 1941 року народження, освіта, член народної партії | 26.03.2006   | 31.10.2010      |
| Овчаренко Надія Володимирівна | Сільський голова, 1974 року народження, освіта вища, позапартійна    | 31.10.2010   |                 |

Примітка: таблиця складена за даними джерела